# ジャンボリミッキー!
『ジャンボリミッキー!』（英語: Jamboree Mickey!）は東京ディズニーリゾートの東京ディズニーランド (TDL) および東京ディズニーシー (TDS) で行われたエンターテイメントの名称、およびそのテーマ曲名。
本項では2022年より公演されている『ジャンボリミッキー!レッツ・ダンス!』についても言及する。

## 概要
キッズ向けのエンターテインメントプログラムである。
「ミッキーマウス・マーチ」を基本にした軽快なテーマ音楽に合わせて、ミッキーマウスをはじめ、登場するキャラクターと共にダンスを楽しむ。
ジャンボリーはボーイスカウトなどのスカウト運動のキャンプ大会（祭典）を意味する語であるが、TDL、TDSを運営するオリエンタルランドは「全員で楽しく陽気に踊り騒ぐことを意味する語」と説明している。ジャンボリミッキー!とは、そのジャンボリーとミッキーマウスを組み合わせた造語であり、「ゲストに元気よく盛り上がってほしいという思い」が込められている。

## ジャンボリミッキー!（2019年 - 2021年）
エンターテイメントとしての『ジャンボリミッキー!』は2019年10月14日に公演開始された。公演開始に先立って、ミッキーマウスたちがエンターテイメントプログラムで使用するダンスを披露をし、振り付けをレクチャーする動画が東京ディズニーリゾート公式YouTubeチャンネルにて公開された。
また、公演開始を記念したInstagramキャンペーンが2019年10月14日から同年11月30日に実施された。「ジャンボリミッキー!」の楽曲に合わせて踊った動画を撮影し、指定のハッシュタグをつけてInstagramに投稿すると、抽選で2020年2月22日、24日、3月1日、3日、4日、5日、6日のうちいずれか希望日のエンターテインメントプログラム『ジャンボリミッキー!』に招待されることになっていた。
コロナウイルス感染症による影響のため2020年2月29日にTDL、TDSが長期休園になって以降は休止となり、TDL、TDSが運営再開後も休止のままだったが、2021年8月6日に未再開のまま公演終了のアナウンスがなされた。

## ジャンボリミッキー!レッツ・ダンス! (2022年 -)
2022年4月1日よりTDLのシアターオーリンズとTDSのドックサイドステージで『ジャンボリミッキー!レッツ・ダンス!』が開催されている。
2022年3月9日にオリエンタルランドが2022年度のスペシャルイベント、新エンターテイメントプログラムなどの実施スケジュールを発表した際に『ジャンボリミッキー!レッツ・ダンス!』の実施もアナウンスされたが、スペシャルイベントと違って終了期間は未定と発表された。
2025年7月2日から新規イベントとなる『ドックサイド・スプラッシュ・リミックス』を開始するのに伴い、同年6月1日をもって東京ディズニーシー「ドックサイドステージ」での公演を終了することを同年5月にオリエンタルランドが発表した。なお、東京ディズニーランド「シアターオーリンズ」での公演は同年6月以降も引き続き行われる。
登場するキャラクターと楽曲
TDL
- 登場キャラクター: ミッキーマウス、ミニーマウス、ドナルド・ダック
- 使用楽曲: クール・ザ・ヒート2011（メイク・ア・スプラッシュ）

TDS
- 登場キャラクター: ミッキーマウス、ミニーマウス、チップとデール
- 使用楽曲: イースター・イン・ニューヨーク

## 楽曲
楽曲としての「ジャンボリミッキー!」はエンターテインメントプログラム『ジャンボリミッキー!』、『ジャンボリミッキー!レッツ・ダンス!』のテーマ曲である。作詞作曲はマルコ・マリナンジェリ。 
2019年7月24日に放映された『2019 FNSうたの夏まつり』では乃木坂46（齋藤飛鳥、生田絵梨花、秋元真夏、堀未央奈、山下美月、高山一実、久保史緒里、新内眞衣）がカバーした。また、2022年12月31日に放送された『第73回NHK紅白歌合戦』では特別企画「ディズニースペシャルメドレー」の1曲として、司会・スペシャルナビゲーターの櫻井翔に加え、出場歌手のIVE、Snow Man、BE:FIRST、日向坂46がカバーした。
2020年5月には、コロナウイルス感染症流行による外出制限向けの「おうちディズニー」の一環として、「ジャンボリミッキー!」を含む東京ディズニーランドのプレイリスト『ミュージック・フロム・東京ディズニーランド』を主要ストリーミングサービスで公開した。
当初はデジタル音源の販売のみだったが、2022年12月21日にCDが発売された。

## 外部サイト
- 【公式】ジャンボリミッキー！レッツ・ダンス！｜東京ディズニーランド（日本語）